# Fototropizam
Fototropizam se ogleda u rastu organizma koji se javlja kao odgovor na svetlosne stimulanse. Najčešće se uočava kod  biljaka, ali takođe se može naći i kod drugih organizama, kao što su gljive. Biljne ćelije koje su najdalje od svetlosti imaju aktivne hemijske spojeve zvane auksini, koji reaguju na pokretanje fototropnin odgovora. To dovodi do toga da biljka na najdaljoj strani od izvora svetlosti formira izdužene ćelije.
Fototropizam je jedna od mnogih biljnih tropizama ili pokreta koji odgovaraju na spoljne nadražaje. Rast ka izvoru svetlosti se zove pozitivni (+) fototropizam, dok se rast suprotno (–) od izvora zove negativni fototropizam. Većina biljaka pokazuje pozitivne fototropizme i preuređuje hloroplaste u listovima, kako bi se povećala fotosintetska energija i promovirao rast.
Korenje obično pokazuje negativne fototropizme, iako gravitropizmi mogu imati veću ulogu u njihovom ponašanju i rastu. Izdanci nekih loza pokazuju negativan fototropizam, što im omogućava da rastu prema mraku, ka čvrstim objekatima na koje se penju. Kombinacije fototropizama i gravitropizama omogućavaju biljkama da rastu u ispravnom pravcu. 

## Mehanizam
Postoji nekoliko signalnih molekula koje pomažu biljkama da odrede odakle dolazi izvor svetlosti, a to aktivira nekoliko gena, koji menjaju hormonski gradijent, omogućavajući biljkama da rastu prema svetlu. Sam vrh biljke, poznat kao koleoptil, neophodan je u osećanju svjetlosti. Srednji deo koleoptila je područje u kojem se javlja zakrivljenost. Prema  Cholodny–Wentovoj hipotezi, razvijenoj početkom 20. veka, smatra se da se, u prisustvu asimetrične svetlosti, auksin kreće ka strani u senci i izaziva istezanje ćelija na toj strani, zbog čega se biljni organi krive prema izvoru svetlosti. Auksini aktiviraju protonske pumpe, smanjujući pH u ćelijama na tamnoj strani biljke. Ova kiselost aktivira enzime regiona ćelijskog zida, poznate kao ekspanzini, koji razgrađuju veze u strukturi ćelijskog zida, čineći ga manje krutim. Osim toga, kisela sredina izaziva poremećaj vodikovih veza u celulozi koja čini ćelijski zid. Opadanje čvrstoće ćelijskog zida izaziva bubrenje ćelija i vrši mehanički pritisak koji pokreće fototropizme.
Za drugu grupu gena, PIN gene, nađeno je da imaju važnu ulogu u fototropizmima. Oni kodiraju transportere auksina, pa se smatra da su odgovorni za polarizaciju auksina. Naime PIN3 je identifikovan kao primarni nosač auksina.Moguće je da fototropini primaju svetlost i inhibiraju aktivnost PINOID kinaze (PID), koja zatim izaziva aktivnost PIN3 . Ova aktivacija dovodi do asimetrične distribucije auksina, što onda vodi ka asimetričnom istezanju ćelija u stabljici. Mutanti pin3 imaju kraći hipokotila i korenje divljeg tipa, a isti fenotip je viđen kod biljaka koje su rasle sa curenjem nhibitora auksina. Upotrebom anti-Pin3 označavanja imunogoldom, uočena su kretanja proteina PIN3. On je obično lokalizovan na površini hipokotila i stabljike, ali je također internalizovan u prisustvu brefeldina A (BFA), koji je inhibitor egzocitoza. Ovaj mehanizam dozvoljava da se PIN3 repozicionira, što je odgovor na stimulans okoline. Mislilo se da PIN3 i PIN7 proteini imaju ulogu u fototropizmima koji su izazvani pulsiranjem. Odgovori zakrivljenosti kod mutanta "pin3" su znatno smanjeni, ali samo neznatno kod mutanata "pin7". Postoje izvesna suprotnost delovanja između "PIN1", "Pin3", i "PIN7", ali se smatra da PIN3 ima veću ulogu u fototropizmima koji su izazvani pulsiranjem.
Postoje fototropini koji su vrlo izraženi u gornjem području koleoptila. Dva glavna su phot1 i phot2. Jednostruki mutanti phot2  imaju fototropne reakcije kao kod divljeg tipa, ali dvostruki mutanti phot1 phot2 ne pokazuju fototropne odgovore. Količine prisutnih PHOT1 i PHOT2 su različite, zavisno od starosti biljke i jačine svetlosti. U zrelim listovima arabidopsisa postoji velika količina PHOT2, što je takođe viđeno i kod ortologa pirinča. Ispoljavanje PHOT1 i  PHOT2  menja se u zavisnosti od prisustva plave ili crvene svetlosti. Ne postoji potiskivanje iRNK za PHOT1 u prisustvu svetlosti, nego nadregulacija transkripata PHOT2. Nivoi iRNK i prisutnih proteina u biljci zavise od starosti biljke. To ukazuje na to da se nivo ekspresije fototropina menja tokom sazrevanja lišća.
Zreli listovi sadrže hloroplaste koji su bitni u fotosintezu. U različitim uslovima osvetljenja, dolazi do preuređivanja [fhloroplast]]a, kako bi se povećao intenzitet fotosinteze. Postoji nekoliko gena koji su uključeni u biljni fototropizam, uključujući i NPH1 i NPL1 gene. Oba su uključena u rearanžmane hloroplasta. Za mutanta nph1 i duplog mutanta npl1 nađeno je da imaju smanjene fototropne odgovore. Ustvari, dva gena su suvišna u određivanju zakrivljenosti stabljike.

## Spoljašnje veze
- Time lapse films, Plants-In-Motion